# Henk Verlinde
Henk Verlinde (Blankenberge, 17 juni 1964) is een voormalig Belgisch politicus van sp.a en volksvertegenwoordiger.

## Levensloop
Verlinde is licentiaat in de Germaanse filologie. Beroepshalve werd hij krediet-, beleggings- en verzekeringsmakelaar.
Hij begon zijn politieke carrière als gemeenteraadslid van Blankenberge, een mandaat dat hij van 1994 tot 2004 uitoefende. Van 1999 tot 2003 zetelde hij in de Kamer van volksvertegenwoordigers voor de kieskring Brugge, als lid van de SP- en daarna de sp.a-fractie.
In 2004 zette hij zijn mandaat van gemeenteraadslid van Blankenberge stop omdat het moeilijk te combineren was met zijn beroep.